# Шлиман, София
Софи́я Шли́ман, урождённая Софи́я Энгастроме́ну (греч. Σοφία Εγκαστρωμένου, 12 января 1852, Афины — 27 октября 1932, там же) — греческая благотворительница и меценат, археолог. Вторая жена предпринимателя и археолога-любителя Генриха Шлимана, мать дипломата Агамемнона Шлимана. Принимала участие в раскопках своего супруга в Трое и Микенах в 1873—1878 годах. Созданный Шлиманом миф прочно ассоциировал её с «Кладом Приама», в диадеме и ожерельях из которого она была сфотографирована. После кончины мужа активно занималась благотворительностью, оплачивала раскопки Вильгельма Дёрпфельда, основала первую в Греции туберкулёзную лечебницу и женское медицинское училище, некоторое время финансировала первый греческий журнал для женщин. Известна также политической и личной поддержкой Элефтериоса Венизелоса.

## Первая половина жизни: жена Шлимана (1852—1890)

### Происхождение. Ранние годы
София Энгастромену — дочь греческого купца Георгиоса (или Константина) Энгастроменоса и Виктории, урождённой Геладаки. Мать происходила с Крита и была кузиной епископа мантинейского и профессора Афинского университета Теоклетоса Вимпоса. Когда Вимпос учился в Петербурге, его нанял Генрих Шлиман как учителя древнегреческого языка. Георгиос Энгастроменос имел в браке четверых сыновей и трёх дочерей. В Афинах он владел лавкой тканей и одежды; семья жила в собственном доме в Колоне, всем детям давали образование. В частности, София посещала школу «Арсакион» (Αρσάκειον) и должна была стать учительницей. Однако к 1869 году семейное дело было на грани разорения. О жизни Софии до замужества почти ничего не известно, она никогда не вела дневников и не составила автобиографии; немногие подробности открываются из переписки с мужем, детьми и друзьями.

### Замужество

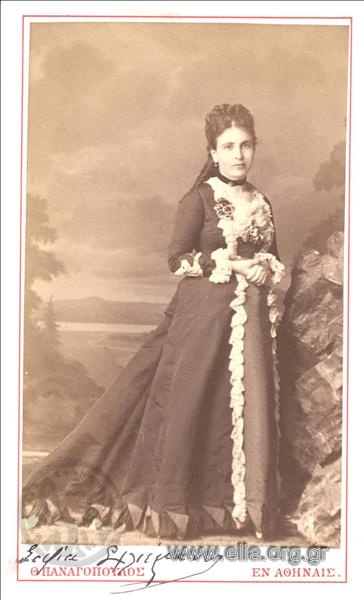
Фото с подписью. Около 1875 года, студия Фрасивула Папагополоса, Афины

Шлиман, приехав в 1868 году в Афины и предполагая в дальнейшем обосноваться в Греции и вести археологические раскопки, попросил у друзей подыскать ему греческую жену. С аналогичной просьбой он обратился и к епископу Вимпосу, которому написал:

Клянусь прахом матери, все помыслы мои будут направлены на то, чтобы сделать мою будущую жену счастливой. Клянусь вам, у неё никогда не будет повода для жалоб, я стану носить её на руках, если она добра и преисполнена любви. <…> Умоляю вас, найдите мне жену с таким же ангельским характером, как у вашей замужней сестры. Пусть она будет бедной, но образованной. Она должна восторженно любить Гомера и стремиться к возрождению нашей любимой Греции. Для меня неважно, знает ли она иностранные языки. Но она должна быть греческого типа, иметь чёрные волосы и быть, по возможности, красивой. Однако моё первое условие — доброе и любящее сердце.
Вимпос серьёзно отнёсся к предложению эксцентричного миллионера и отправил Шлиману несколько фотографий, среди которых было изображение Софии. 26 апреля 1869 года Шлиман ответил Вимпосу, вложив в письмо чек на 1000 франков: 17-летняя гречанка привлекла его внимание. Среди прочих подробностей Шлиман сообщал, что его смущает значительная разница в возрасте — 30 лет, а также сомнения в собственной мужской состоятельности: после разрыва с русской женой он в течение шести лет не имел сексуальных отношений. Архиепископ постарался развеять его сомнения и даже прислал фотографии ещё двух кандидаток, в том числе молодой вдовы. Переписка продолжалась, но Шлиман, видимо, продолжал колебаться. Уже в июле 1869 года, находясь по делам бракоразводного процесса в Нью-Йорке, он спрашивал совета своих американских друзей, следует ли ему жениться на гречанке.
Прибыв в Афины, Шлиман пожелал лично встретиться с кандидатками, чьи портреты посылал ему Вимпос, и не изменил заочно составленного мнения. По утверждению биографа Данаи Кульмас, София, в первый раз увидев Шлимана, «пришла в ужас»: он был намного старше неё, непропорционально сложён (имел короткие ноги и большую голову при росте 156 см, «почти как у Тулуз-Лотрека», тогда как его невеста была ростом 165 см). Её мнения, вероятно, даже никто не спрашивал. Встречи с Софией проходили в присутствии её родственников; когда же, наконец, Генрих прямо спросил её, почему она хочет выйти замуж (во время лодочной прогулки, состоявшейся 10 или 15 сентября 1869 года), то получил прямой ответ — «Такова воля моих родителей; мы бедны, а вы человек богатый». После этого Шлиман отправил письмо следующего содержания:

Меня глубоко поразило, что вы дали мне такой рабский ответ. Я честный, простой человек. Я думал, что если мы поженимся, то это произойдёт потому, что мы хотим вместе раскопать Трою, хотим вместе восхищаться Гомером. Но теперь я завтра уезжаю, и мы, быть может, никогда больше не увидимся… <…> Если вам, однако, когда-нибудь потребуется друг, то вспомните и обратитесь к преданному вам Генриху Шлиману, доктору философии, площадь Сен-Мишель, 5, Париж.

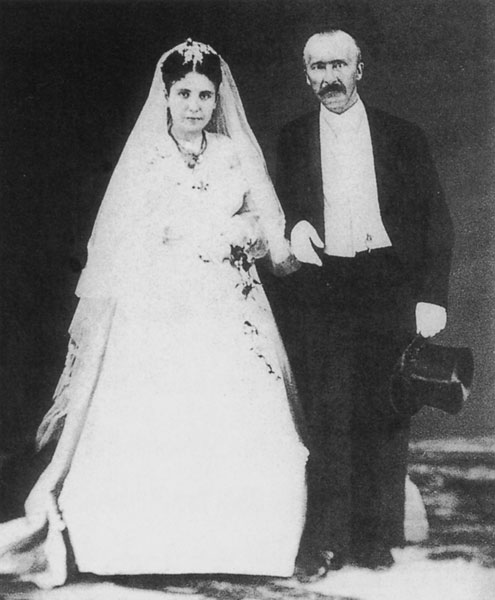
Свадебная фотография. По рассказам самой С. Шлиман, она снималась в свадебном платье своей старшей сестры

Получив послание, Энгастроменосы переполошились — жених-миллионер был единственным шансом вернуть семье положение в обществе и погасить долги. Софию заставили написать письмо (вероятно, под диктовку) — один исписанный лист и 19 чистых, вложенных в конверт в спешке. Ответ Шлимана был сухим, но с этого началась их переписка с Софией. Уже через неделю — 23 сентября — состоялась свадьба (венчались в церкви св. Мелетия в Колоне), её поспешность, по-видимому, объяснялась желанием родственников скорее привязать Шлимана к новой семье. Однако Шлиман заставил Софию и её отца подписать соглашение, что они не будут претендовать на его состояние, если только это не будет оговорено в завещании, но на свадебные расходы не поскупился. Энгастроменос попытался позднее истребовать калым за Софию бриллиантами в 150 000 франков стоимости и ещё кредит в 40 000 франков на развитие своего дела. Шлиман категорически отказал Георгиосу, обвинив в желании продать дочь, но взамен сделал управляющим афинским отделением одного из принадлежавших ему предприятий и оставил купцу открытый кредит на спасение своего дела.
Через два дня супруги отправились в свадебное путешествие — пароходом до Сицилии, через Неаполь и Рим во Флоренцию, Венецию и Мюнхен. Путешествие завершилось в Париже. Шлиман всячески просвещал молодую жену, водил её по музеям, нанял учителей итальянского и французского языков, чтобы она могла общаться с его друзьями. Были и казусы: в галерее Мюнхенского дворца он увидел портрет молодой женщины в греческом головном уборе. На следующий день Шлиман велел Софии надеть аналогичный и повёл её в галерею, чтобы посетители могли убедиться, что живой образ не хуже живописного; она разрыдалась и убежала. Потрясение Софии оказалось слишком сильным, она медленнее, чем хотел Генрих, адаптировалась к новому образу жизни. В Париже у неё развилась депрессия, сопровождаемая мигренями и тошнотой, врачи рекомендовали вернуться в привычную обстановку. 19 февраля 1870 года супруги вернулись в Афины. В столице Греции Шлиман купил дом возле площади Синтагма, где и поселился с Софией.

### Семейная жизнь

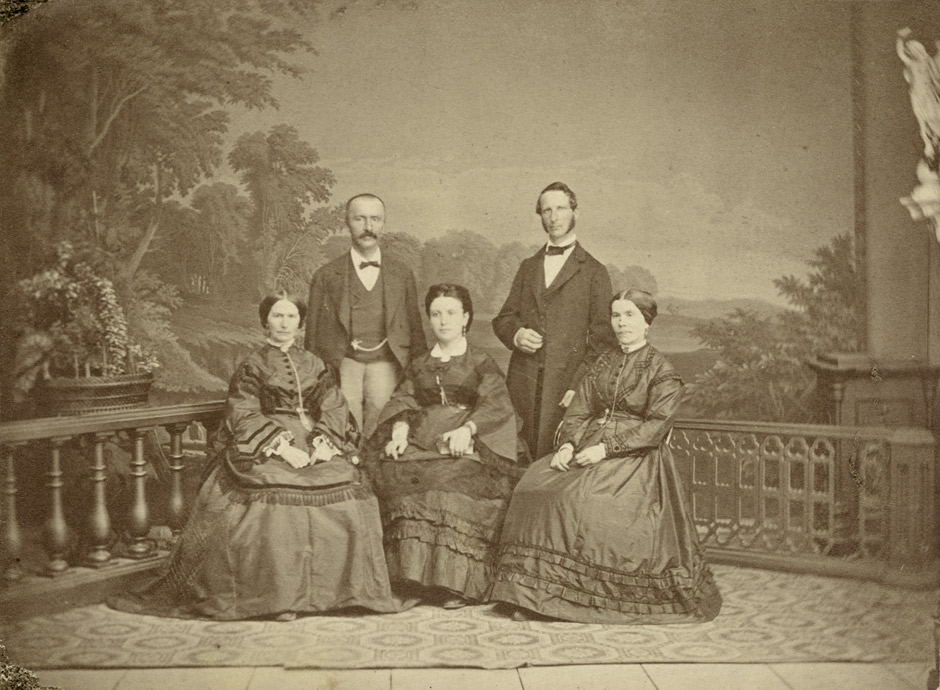
В семейном кругу. София сидит в центре, Шлиман стоит слева

Поздней осенью 1870 года София забеременела, Шлиман пригласил для наблюдения за ней профессора Афинского университета Веницелоса — он получил гинекологическое образование в Берлине. По возвращении в Афины Шлиман, пользуясь падением цен на недвижимость, купил более 10 участков земли, потратив на это 68 000 драхм. На одном из этих участков (на Университетской улице, близ королевской библиотеки) Шлиман решил построить собственный дом. 7 мая 1871 года у Софии родилась дочь, которой отец дал имя Андромаха — в честь супруги Гектора.
Сразу после рождения дочери Шлиман отбыл в Берлин — нанять няньку-немку Анну Рутеник, дочь адвоката из Нойштрелица, которую переименовал в Навсикаю (в дальнейшем всем слугам без исключения Генрих давал гомеровские имена, «потому что мы живём в античном мире»). Анна должна была также обучить Софию немецкому языку. Шлиман был тяжёлым в повседневном общении человеком: на всём экономил в домашнем быту и того же требовал от жены. Когда София осталась в Париже одна, Шлиман узнал, что она завтракает в отеле, что стоит 5 франков, и немедленно потребовал, чтобы жена питалась в соседнем бистро за 1½ франка. В доме велась расходная книга, которая проверялась еженедельно. Стремление контролировать жену и навязывать ей собственные взгляды и вкусы доходило у Генриха до болезненности: по воспоминаниям, если София отвергала вино, которое было по вкусу Шлиману, он клал под её бокал золотую монету: если она выпивала вино, то имела право оставить монету себе. От Софии требовалось соблюдение определённой манеры речи, ей запрещалось использовать такие слова, как «возможно», «примерно» или «почти».

### Раскопки и путешествия
София к концу лета 1872 года должна была родить, но ребёнок появился на свет мёртвым. Несмотря на это, Генрих пробыл в Афинах только с 20 августа по 11 сентября, а уже 15 сентября ездил в Трою с фотографом Э. Зибрехтом для работы над археологическим атласом. Только 22 сентября Шлиман вернулся в Афины, где оставался до конца января 1873 года. За зиму предстояло построить в Троаде каменный дом (из материалов исторических построек) — на будущий год планировалось участие в полевом сезоне и Софии.
Раскопочный сезон 1873 года начался 14 февраля, несмотря на сильное нездоровье Шлимана. Зима была суровой, в доме, где он ночевал, температура не превышала 5 °C. София прибыла на раскопки только к середине апреля и уехала в Афины 7 мая — скончался её отец Георгиос Энгастроменос. В её отсутствие между 31 мая — 17 июня 1873 года Шлиман нашёл «Клад Приама». В мифологизированную версию его находки была включена и София, которая, якобы, вынесла находки закутанными в свою шаль, и спасла их от расхищения турецкими рабочими. Сам Шлиман сообщал Ч. Ньютону — куратору греческого и римского отдела Британского музея — в письме от 27 декабря 1873 года:

По причине смерти отца миссис Шлиман покинула меня в начале мая. Сокровище было найдено в конце мая, но поскольку я пытаюсь сделать из неё археолога, то написал в своей книге, что она там была и помогала мне в извлечении сокровища. Я поступил так лишь затем, чтобы вдохновить её, ибо она очень способна…

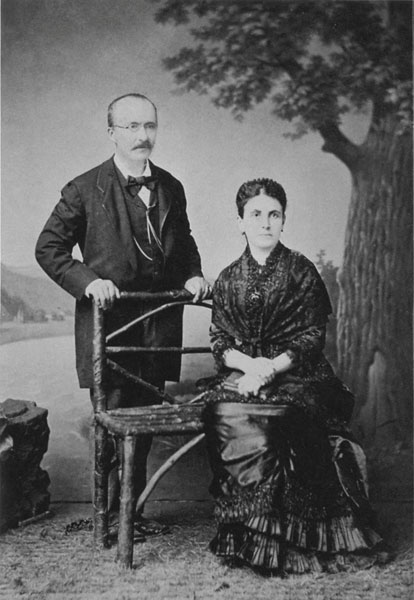
Генрих и София Шлиманы в 1883 году во время поездки в Анкерсхаген

В 1876 году, оставив дочь в Афинах, София сопровождала Шлимана на раскопках в Микенах. В октябре они вместе принимали императора Бразилии Педру II и показывали ему купольные гробницы, в одной из которых был сервирован обед. Главные находки — царские погребения, в которых покоилось 13 кг золотых украшений, — были сделаны между 29 ноября и 4 декабря. Ещё 2 декабря Шлиман отправил Софию в Афины — сообщить о находках Министерству культуры и королевскому правительству. Эти раскопки принесли Шлиману признание в официальных политических и академических кругах: по приглашению Уильяма Гладстона и Макса Мюллера Генрих и София посетили Лондон и вместе приняли Золотую медаль Королевского археологического общества. Доклад по этому поводу 8 июня 1877 года также прочитала София. Она чувствовала себя плохо, поэтому Шлиман трижды посетил с ней в курортный Брайтон и в конце концов оставил жену в Париже, а сам продолжил европейское турне — в Гаагу, Гамбург, Стокгольм и Росток.
16 марта 1878 года, после четырёх неудачных беременностей, София родила сына Агамемнона. Здоровье её ухудшилось, с тех пор она практически не принимала участия в раскопках и часто ездила на европейские курорты. Так, лето 1879 года Шлиманы провели в Бад-Киссингене. В августе — сентябре София с детьми побывали в Болонье, где маленький Агамемнон серьёзно заболел, но его выходил Рудольф Вирхов. Лето 1883 года супруги провели совместно в Германии — на малой родине Генриха в Анкерсхагене. Зимой 1888 года Генрих Шлиман путешествовал по Египту самостоятельно, София с двумя детьми лечилась в Мариенбаде. Она оказалась на курорте одновременно с первой женой — Екатериной Петровной Лыжиной-Шлиман, они несколько раз встречались. Поскольку в тогдашних газетах было принято печатать списки прибывающих в город, там значились две госпожи Шлиман. На Генриха это произвело негативное впечатление, и он даже телеграфировал Екатерине, что прекратит выплачивать ей содержание, если она будет продолжать именовать себя «госпожой Шлиман», находясь в одном месте с Софией.
26 декабря 1890 года Шлиман скончался в Неаполе. По завещанию София Шлиман получала афинскую резиденцию — «Илионский дворец» — со всем её содержимым (при условии, что не выйдет вторично замуж), включая археологические коллекции и предметы искусства, дети — Андромаха и Агамемнон Шлиманы — всё остальное движимое и недвижимое имущество, с выплатой до их совершеннолетия по 7000 франков золотом в год. Агамемнону переходил также дом Шлимана в Париже на площади Сен-Мишель. Двум братьям Софии и зятю Шлимана, а также его афинской крестнице полагалось по 5000 драхм банкнотами и так далее.

## Вторая половина жизни: меценат (1891—1932)

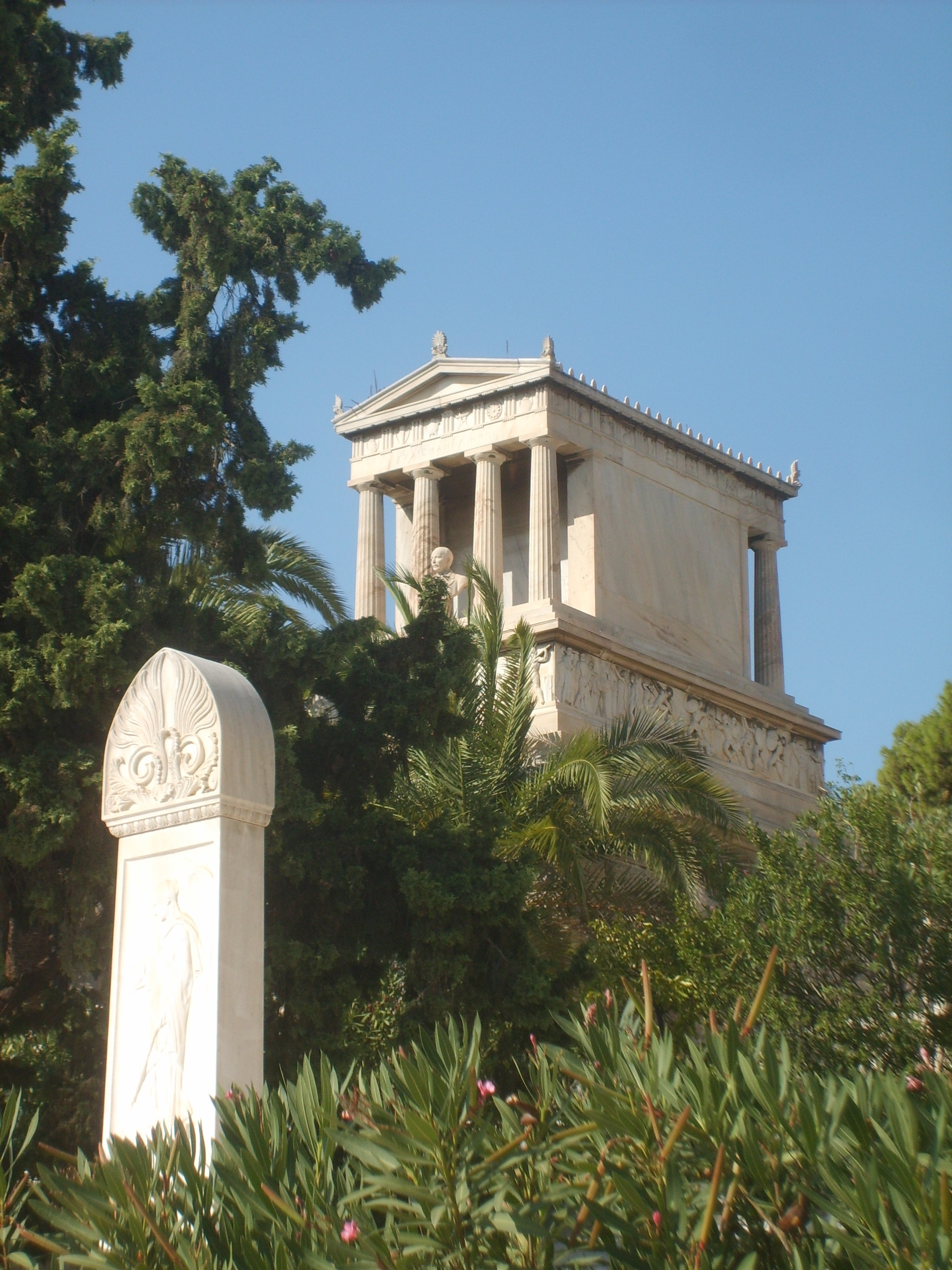
Мавзолей Шлиманов в Афинах, вид с юго-запада. Фото 2009 года

Овдовевшей Софии было 38 лет, и она пережила Шлимана на 42 года. Она стала самостоятельной дамой, распоряжавшейся (не единолично) большими средствами и сохранившей интерес к археологии. По условиям завещания Шлимана, его состояние контролировалось двумя исполнительными директорами, один из которых должен был представлять Банк Греции. В 1893—1894 годах София пожертвовала средства на продолжение раскопок на месте Трои и четыре года финансировала работы В. Дёрпфельда, пока германское правительство не подключилось к развитию классических исследований в Афинах.

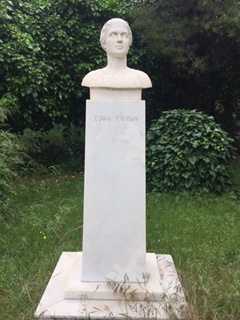
Памятник Софии Шлиман, установленный в туберкулёзном госпитале «Сотирия», Афины

На рубеже веков София продолжала вести образ жизни, привитый ей Шлиманом, путешествовала по Европе, могла по месяцу проводить в Париже или Швейцарии, поддерживала сложившийся круг знакомств. В «Илиу Мелатроне» существовал знаменитый в Афинах салон, куда собирались как государственные деятели, так и интеллектуалы. Близким другом вдовы Шлиман был Венизелос, двенадцатью годами её моложе; в доме Шлиманов ему было предоставлено несколько комнат. В 1926 году «Илионский дворец» был продан; 75-летняя госпожа Шлиман переехала в небольшую виллу в Фалироне у моря, построенную специально для неё. София Шлиман после кончины супруга тратила большие деньги на благотворительность, в 1903 году основала первую в Греции общедоступную туберкулёзную клинику и санаторий — «Сотирию», и сеть детских приютов, которые лично распланировала. Она также жертвовала деньги «Дамскому журналу» и общалась с его основательницей Каллироей Паррен. С возрастом София Шлиман всё более страдала от сердечного заболевания, но продолжала активно путешествовать с благотворительными целями. После посещения высокогорья Пелопоннеса в 1932 году её постиг тяжёлый сердечный приступ, после которого она прожила ещё 13 дней; о состоянии здоровья госпожи Шлиман сообщали газеты. После её кончины 27 октября правительство Греции организовало официальные похороны, которыми распоряжался лично премьер-министр Венизелос. В некрологах её описывали как «истинно греческую женщину, которая чтила свою семью и свою страну», пример для подражания.
Дочь Генриха и Софии — Андромаха — в октябре 1892 года вышла замуж за адвоката, сына афинского мэра Леона Меласа (1872—1905) и имела от него трёх сыновей, не оставивших потомства, — Михаила (1893—1924), Александра (1897—1969) и Лено (1899—1964). Все они прославились на дипломатическом или военном поприщах. У сына — Агамемнона Шлимана, который был женат дважды, — детей не было. В 1914 году он был назначен послом Греции в США, а скончался в Париже на посту посланника Греции во Франции и был похоронен там же.

## Память

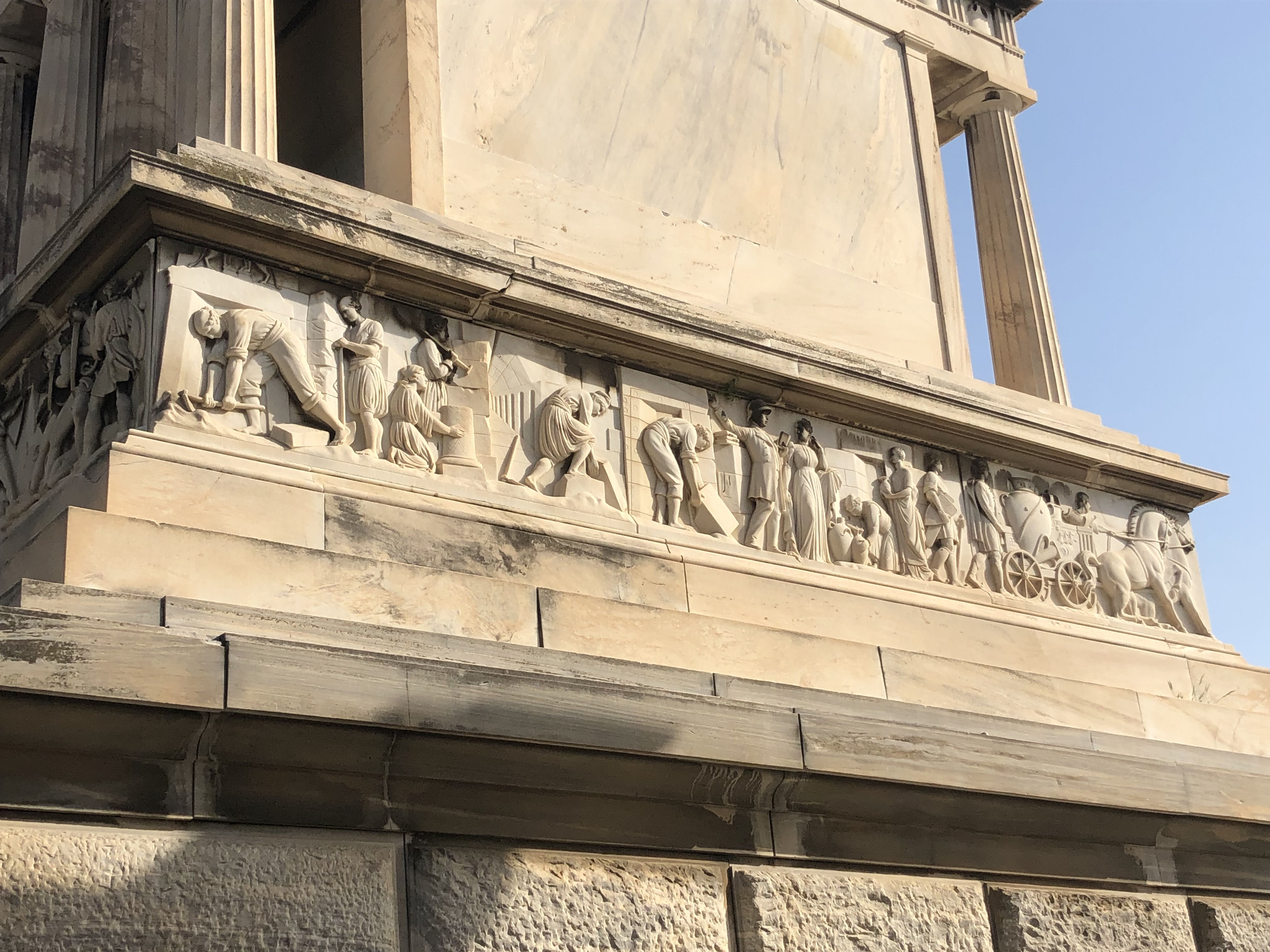
Северный фриз Мавзолея Шлиманов с изображениями Генриха и Софии (в центре)

### Памятники
София Шлиман была погребена вместе с мужем на самой высокой точке Первого городского кладбища Афин в специальном мавзолее. В мавзолее также покоится дочь Андромаха, её муж и трое их детей — внуков Шлимана. На северном фризе Софию Шлиман изваяли в образе Музы — как было принято в римскую эпоху. Племянник Софии — Георгий Кастриотис (1892—1969) — после её кончины создал два её скульптурных изображения: одно в бронзе, с украшениями «Клада Приама», второе — в мраморе, в 1955 году этот скульптурный бюст был установлен в больнице «Сотирия». В 2012 году при больнице открылся музей, посвящённый Софии Шлиман и носящий её имя.

### Историография
Жизнь Софии Шлиман в 1870—1890-е годы является составной частью любой биографии её супруга Генриха Шлимана. Семейный архив оказался в её распоряжении, и впервые его материалы были использованы Эмилем Людвигом, который познакомился с вдовой ещё во время Первой мировой войны. Биография создавалась под жёстким контролем семейства Шлиманов. Чета журналиста и писательницы Грея и Линн Пул в 1966 году опубликовала первую двойную биографию Шлиманов, снабжённую предисловием генерала Александра Меласа — последнего внука Шлимана, остававшегося на тот момент в живых. Рецензенты отмечали, что особенностью книги была именно сосредоточенность на семейной жизни Генриха и Софии Шлиманов; впервые супруга археолога была показана как самостоятельная личность. Рабочий архив Пулов был в 1976 году подарен ими Американской школе классических исследований в Афинах, где и хранится.
В 2001 году исследовательница и публицист греческого происхождения Даная Кульмас выпустила на немецком языке специальную биографию «Шлиман и София», выдержавшую несколько переизданий. Исследование было написано на основе архивных материалов, но сочетало научный подход и литературное изложение, что вызвало одобрительные отзывы рецензентов. Под воздействием биографии Кульмас историк Элени Бобу-Протопапа в 2005 году выпустила в свет представительный корпус писем Софии, адресованных Генриху Шлиману; том включает 166 посланий, написанных в период 1874—1890 годов. Переписка сохраняется в Библиотеке Геннади Американской школы классических исследований в Афинах. Книга также включает биографический очерк и 16-страничную фототетрадь, и является одной из первых публикаций шлимановских первоисточников на греческом языке. В 2006 году книга Д. Кульмас вышла в греческом варианте, который рекламировался издателями как более полный; вдобавок, читатель может оценить архаизированный греческий язык дневников и переписки Шлимана, цитируемых в исследовании. Греческий стиль Софии характеризуется как «спонтанный», воспроизводящий разговорную речь.